# Passing (Geschlecht)
Passing [ˈpɑːsɪŋ] (von englisch to pass for/as‚ als jmd. durchgehen/bestehen/gelten) bezeichnet – ausgehend von den USA – hinsichtlich der Geschlechtsidentität die Fähigkeit einer Person, als Mitglied desjenigen Geschlechts akzeptiert oder eingeschätzt zu werden, mit dem sie sich identifiziert, bzw. das sie nach außen hin zeigt. Üblicherweise umfasst Passing eine Kombination aus körperlichen Geschlechtsmerkmalen (z. B. Frisur oder Kleidung) oder körperlicher Erscheinung (z. B. der Hautfarbe) und bestimmten Verhaltensweisen, die kulturell mit einem bestimmten Geschlecht oder einer bestimmten Bevölkerungsgruppe verbunden werden. Viele erfahrene Crossdresser versichern, dass für das Passing unabhängig vom Erscheinungsbild das Selbstvertrauen bei weitem wichtiger sei als äußere Merkmale.

## Passing zwischen den Geschlechtern
Scheitert eine Person darin, als gewünschtes Geschlecht durchzukommen, wird dies als gelesen werden (engl. „to be read (AE)/clocked (BE)“) bezeichnet. Der Vorgang des Gelesenwerdens ist als „read“ bekannt.
Man kann sehr viel wahrscheinlicher jemanden aus der gleichen ethnischen Bevölkerungsgruppe, aber schlechter jemanden einer anderen Bevölkerungsgruppe „lesen“. Es wird allgemein angenommen, dass dies deswegen so ist, weil die Geschlechtsmerkmale der eigenen Ethnie schneller als solche anderer Ethnien erfasst werden können. Manche Menschen entscheiden sich dazu, ihr Herkunftsland zu verlassen, da Geschlechtsmerkmale sich zwischen verschiedenen Ländern stark unterscheiden können. Stimmlage, Körperbau, Form des Haaransatzes, Gesichtsstruktur, Verhalten und Kleidungsstile sind nur einige der vorgebrachten Gründe.
Abhängig vom Erscheinungsbild kann eine Person von jedem „gelesen“ werden. Wichtiger als die Tatsache, ob eine Person erkannt wird, ist die Reaktion der anderen, der die Person gelesen hat. Manche Forscher meinen, dass viele Transgender, die glauben durchzukommen, in Wahrheit von vielen Beobachtern erkannt werden, diese sie aber nicht damit konfrontieren, und der Transgender sich in Folge nicht einmal bewusst ist, erkannt worden zu sein.
Der Ausdruck stealth (dt. ‚Tarnung‘) wird benutzt, um eine Person zu bezeichnen, die mit dem gewünschten Geschlecht zu jeder Zeit durchkommt, und den Kontakt zu jedem abgebrochen hat, der die wahre Geschlechtsgeschichte kennt. Deshalb ist niemandem im Umfeld der Person bekannt, dass diese nicht immer dem vorgegebenen Geschlecht angehörte. Sie sind innerhalb der Bevölkerung ihres gegenwärtigen Geschlechts effektiv unsichtbar. Um unerkannt zu leben, muss man ungemein „passabel“ sein.

## Geschichte
In der Geschichte gab es Umstände, in denen Menschen aus anderen Gründen als der Geschlechtsidentität das entgegengesetzte Geschlecht verkörpert haben. Der häufigste Grund für Frauen war, sich als Männer auszugeben, um Soldat zu werden oder der Gefahr einer Vergewaltigung zu entgehen.

### Kriegszeiten
Es gibt Berichte über Frauen, dies im Amerikanischen Unabhängigkeitskrieg und im Sezessionskrieg getan zu haben, z. B. Mary Anne Talbot und Hannah Snell.
Zwei der berühmtesten Beispiele von Frauen, die sich als Männer ausgaben, um im Krieg zu kämpfen, sind Johanna von Orléans, die für Frankreich im Hundertjährigen Krieg gegen England gekämpft hat, und Hua Mulan, die gemäß der Legende die Position ihres betagten Vaters in der chinesischen Armee einnahm.

## Modernes Umfeld
In der heutigen Zeit wird Passing am häufigsten von Crossdressern und Transpersonen praktiziert. Da die meisten Ausführenden, Drag Queens und Drag Kings häufig offen mit ihrem Geburtsgeschlecht umgehen und nicht wirklich versuchen, als anderes Geschlecht zu erscheinen, wird der Begriff Passing gewöhnlicherweise nicht auf sie angewandt, obwohl manche durchaus dazu fähig wären. Während viele Crossdresser, die sich in die Öffentlichkeit wagen, versuchen durchzukommen, führen sie im Gegensatz zu Transpersonen (gewöhnlicherweise) keine permanenten körperlichen Änderungen durch oder versuchen in Vollzeit in ihrem angenommenen Geschlecht zu leben, um das Durchkommen einfacher zu machen.
Umgekehrt versuchen fast alle Transpersonen, im bevorzugten Geschlecht zu leben und zu arbeiten und vollständig als dieses Geschlecht angenommen zu werden, anstatt ihres Geburtsgeschlechts. Deswegen ist Passing für sie nicht nur eine Möglichkeit, sondern wird von vielen als Notwendigkeit angesehen. Die Mehrheit, die geschlechtsangleichende Maßnahmen unternommen hat oder sich hinter der Umstellungsphase befindet, bezeichnet sich gewöhnlicherweise nicht als „passing,“ da sie sich nun selbst wirklich zu diesem Geschlecht rechnen. Diejenigen, die nach der Umstellung vollständig akzeptiert werden, entscheiden sich häufig dafür, ihr Geburtsgeschlecht geheim zu halten und unerkannt zu leben.
Transgender können unterschiedliche Einstellungen zum Passing haben. Beispielsweise können sie überhaupt nicht versuchen zu „passen“, können bewusst gemischte Signale aussenden, oder sie könnten zwar durchkommen, verstecken aber nicht die Tatsache, dass sie Transgender sind. Persönliche Ansichten über Passing und das Verlangen oder die Notwendigkeit zu „passen“ sind unabhängig davon, ob man in medizinischer Behandlung war oder rechtlich sein Geschlecht gewechselt hat.
In der Transgender-Gemeinschaft betrachten die, die nicht „passen“ können, diejenigen, die es können, manchmal mit Neid. Deswegen könnte es für manche, die „passen“, die Tendenz geben, solche zu meiden, die leicht erkannt werden. Es gibt unter vielen die Auffassung, dass, wenn eine Person gelesen wird, von jedem im Umfeld dieser Person im Gegenzug angenommen wird, ebenfalls transgender zu sein. Dies ist ein Grund, warum Menschen, die unerkannt leben, selten, falls überhaupt, mit anderen Transgendern Umgang haben.
Es sollte angemerkt werden, dass der Gebrauch des Ausdrucks „Passing“ in Bezug auf die sexuelle Orientierung bedeutet, die eigene Identität „zu verstecken“, während der Gebrauch unter von den Geschlechterrollen abweichenden Menschen (wie oben angemerkt) Akzeptanz und Übereinstimmung mit dem inneren Gefühl der gewünschten Geschlechtsidentität andeutet. 
Allerdings nennen manche Transgender aus diesem Grund, und weil Transgender, die in Vollzeit in ihrer gewünschten Geschlechtsidentität leben, ihre früheren Versuche, ihre Identität zu verstecken und in sozial akzeptierten und erwünschten Rollen akzeptiert zu werden, als wirkliche Kunstfertigkeit ansehen, die sie konstruiert und geschützt haben, ihr vorheriges geschlechtsnormatives und verheimlichendes Verhalten „Passing“.

## Methodik
Personen, die versuchen, als anderes Geschlecht als ihr Geburtsgeschlecht durchzukommen, werden notwendigerweise versuchen, Merkmale zu verstecken oder zu verdecken, die für ihr Geburtsgeschlecht spezifisch sind oder darin häufiger vorkommen, und gleichzeitig Merkmale hervorzuheben oder künstlich zu erzeugen, die bezeichnend für das Geschlecht sind, das sie versuchen darzustellen.

### Passing als Frau
Für von Geburt aus männliche Personen beinhaltet Passing typischerweise das Tragen einer Perücke oder eine für Frauen typische Haargestaltung, die Entfernung oder das Verstecken von Barthaaren und das Tragen von Make-up, um ihr Gesicht weiblich erscheinen zu lassen, das Ändern der Körperform, um der einer Frau ähnlich zu sein, das Tragen weiblicher Kleidung und Accessoires, das Sprechen in einer Stimme, die ihrer Erscheinung entspricht und die Annahme weiblicher Verhaltensweisen.
Veränderungen, um Gesicht und Körper weiblich erscheinen zu lassen, fallen in zwei Kategorien: zeitweilig angewandte oder getragene Objekte und chirurgische Maßnahmen.

#### Temporäre Veränderung des Körperbaus
Eine Vielzahl von Materialien und Methoden werden benutzt, um die gegenwärtigen Körpermaße zu verändern, um die Illusion einer weiblichen Figur zu erzeugen.
Es wird gewöhnlich eine Form von Brustprothese benutzt. Falls die getragene Kleidung das Dekolleté enthüllt, wird auch eine Art Dekolleté-Erweiterung benutzt.
Um ein weibliches Taille-Hüft-Verhältnis zu erreichen, werden verschiedene Methoden benutzt, entweder durch Reduzierung des Taillenumfanges oder durch Vergrößerung der Hüften oder des Gesäßes. Häufig werden Kleidungsstücke wie Korsett, Hüfthalter oder figurformende Strumpfhosen benutzt, um die erscheinende Taillengröße zu reduzieren und/oder die Magengegend abzuflachen. Manchmal wird eine Hüft- und Gesäßwattierung benutzt, um die angebliche Größe von Hüfte und Gesäß zu vergrößern.

#### Permanente Veränderung von Körperproportionen
Transsexuelle, die dauerhaft als Frauen leben, benutzen oft Kosmetische Operationen, einschließlich Brustvergrößerung, Fettabsaugung und Gesäßvergrößerung. Auch der Gebrauch von weiblichen Hormonen verändert den Körper, einschließlich der Verteilung des Körperfetts.

### Passing als Mann
Für Transmänner, Drag Kings, oder jede Person mit weiblichem Körper, die versucht, als Mann durchzukommen, schließt dies das Abbinden der Brüste, um eine flachbrüstige Erscheinung zu erzeugen, die Annahme männlicherer Verhaltensweisen, und das Tragen männlicher Kleidung ein. Üblicherweise wird lockere oder weite Kleidung bevorzugt, weil sie besondere weibliche Merkmale wie Brüste und gerundete Hüften verdeckt.

#### Packing
Oftmals wird ein „Packer“, eine Penis-Prothese, im Schritt getragen, um der Größe und Form der schlaffen männlichen Genitalien ähnlich zu sein. Die große Mehrheit der Packer sollen wie schlaffe Genitalien aussehen und sich so anfühlen.

#### Abbinden
Eine echt wirkende männliche Brust kann auf vielerlei Art erreicht werden. Es gibt weltweit spezielle kommerzielle Binden, als auch Binder für die Behandlung von Gynäkomastie. Beide sind sicher und wirksam bei der Kompression des Brustgewebes und erlauben den meisten Menschen die Atmung.
Andere Methoden des Bindens beinhalten Kompressionsbandagen, Rückenklammern, Klebeband, modifizierte Kleidung, sehr feste Sport-BHs und eng sitzende Hemden. Diese Methoden sind bei jungen Menschen beliebter, die sich noch nicht als trans geoutet, oder die beschränkte Geldmittel haben.

##### Gefährliche Bindemethoden
Das Abbinden mit Klebeband oder elastischen/Kompressionsbandagen kann gefährliche Verletzungen und sogar den Tod durch Ersticken verursachen. Wenn sie falsch angewandt werden, können sie den Brustkorb so stark zusammenpressen, dass normales Atmen unmöglich wird.